# Hippolytos
Hippolytos (latinsky Hippolytus) je v řecké mytologii syn athénského krále Thésea a jeho první manželky Amazonky Antiopy.
Když Théseus zbavil Krétu i Athény nebezpečí od obludy Mínotaura a vracel se zpět do Athén, neoženil se s Ariadnou, dcerou krétského krále Mínóa. Místo toho putoval po vzdálených zemích a oženil se s Antiopou, vůdkyní Amazonek. Ta mu porodila syna Hippolyta, ale pak zemřela v boji.
Hippolytos vyrostl v krásného mladíka, měl velkou vášeň pro lov a uctíval bohyni Artemis. Ženám se však vyhýbal a když nepodlehl ani bohyni lásky Afrodítě, ta se urazila a způsobila, že se do něj zamilovala otcova druhá manželka Faidra, sestra krétské Ariadny. Hippolytos by se však zrady na svém otci nedopustil a Faidřinu lásku odmítl. Ta si roztrhla šaty a volala o pomoc, že ji chtějí znásilnit. Oběsila se na trámu dveří, avšak zůstal její vzkaz, v němž obvinila Hippolyta ze zločinu.
Král Théseus uvěřil Faidře a požádal boha moří Poseidóna, svého otce, aby Hippolyta zahubil, aby na něj poslal divoké zvíře. A to se stalo. Když Hippolytos prchal z Athén, Poseidón proti němu vypustil mořského býka, koně se splašili, otěže se zachytily za strom, vůz se roztříštil a zdivočelé spřežení Hippolyta usmýkalo k smrti.
V té chvíli se prý objevila bohyně Artemis, prohlásila Hippolyta za nevinného a Faidřino obvinění za vylhané. Prohlásila Hippolyta héroem, čímž začalo jeho uctívání v Troizeně.
Jiné verze dokonce uvádějí, že když duše Hippolytova sestoupila do Tartaru, bohyně Artemis požádala Asklépia, aby jeho tělo oživil. Ten se opravdu dotkl mrtvé hrudi kouzelnou květinou a po vyřčení zaklínadla se jeho hlava pozvedla. To však tak rozlítilo boha podsvětí Háda a sudičky, že na Hádovo přání Zeus zabil Asklépia bleskem.

## Hippolytos-Gigant
Jiným nositelem tohoto jména byl jeden z Gigantů, kteří se vzbouřili proti olympským bohům. Tohoto Hippolyta prý zabil Hermés a dopomohla mu k tomu Hádova čapka, která ho učinila neviditelným.

## Odraz v umění
- Eurípidova tragédie Hippolytos z r. 428 př. n. l.
- Senecova tragédie Phaedra
- novodobé zpracování: Racinova Faidra z r. 1667
- obraz Hippolytos a Faidra od Gilla Guérina z roku 1802, nyní v pařížském Louvru